# 삼성 뮤직 허브
뮤직 허브(Music Hub)는 삼성이 시작한 클라우드 기반 음악 서비스이다. 사용자들의 다양한 삼성 장치로부터 음악을 들을 수 있게 하였다. 삼성의 웹사이트에 따르면 음악을 듣기 위한 통합된 모바일 및 웹 서비스를 조성하기를 바랐다.

## 역사
2012년 5월 9일, mSpot은 보도자료를 출판하면서 삼성전자가 mSpot을 인수했다고 언급하였다. 이후 삼성에 의해 뮤직 허브의 공식 출시를 알리는 언론 기사가 잇따라 나왔다.
2014년 5월 22일, 삼성 뮤직은 2014년 7월 1일 종료될 예정으로 이야기되었다.즉, 삼성 뮤직 허브가 사라지는 것을 뜻한다.

## 사용 가능
처음에 이 서비스는 독일, 프랑스, 스페인, 이탈리아, 영국에서 시작되었다.
이 서비스는 현재 삼성 갤럭시 S III와 삼성 갤럭시 노트 II에서 이용이 가능하다.

## 경쟁
보고서는 삼성이 클라우드 기반 스트리밍 음악 시장에서 구글과 아마존닷컴과 같은 다른 기업들과 경쟁하기 위해 서비스를 만들었을 것이라 내다보았다. 일부는 스포티파이와 같은 다른 음악 서비스의 유사성을 지적하기도 했다.